# Bill Lee (chanteur)
Pour les articles homonymes, voir Bill Lee.
Bill Lee, de son vrai nom William Lee, est un chanteur américain né le 21 août 1916 à Johnson (Nebraska) et mort le 15 novembre 1980 à Los Angeles (Californie).
Membre du quatuor vocal masculin The Mellomen, il a prêté sa voix à plusieurs films musicaux, séries télévisées (Zorro) et dessins animés.

## Filmographie
- Alice au pays des merveilles : Une carte-peintre (avec The Mellomen)
- Les Sept Femmes de Barbe-Rousse : Caleb Pontipee (voix chantée)
- Les Pièges de la passion : Chanteur
- South Pacific : Lieutenant Joseph Cable (voix chantée)
- Les 101 Dalmatiens : Roger Radcliffe (voix chantée)
- La Foire aux illusions : Le partenaire de danse d'Emily
- Blondes, Brunes et Rousses : Chanteur (avec The Mellomen)
- Les Aventures de Yogi l'ours : Yogi  (voix chantée)
- Cinderella : Le père
- La Mélodie du bonheur : Le capitaine von Trapp  (voix chantée)
- Millie : Trevor Graydon  (voix chantée)
- Le Petit Monde de Charlotte : Chanteur